# Предменструален синдром
Предменструален синдром (ПМС или още „пременструален синдром“, „пременструална болест“, „синдром на пременструално напрежение“) е сбор от различни емоционални и физиологични симптоми на стрес и неразположение, които се проявяват у жените преди, а понякога и по време на менструация. Причина за ПМС са цикличните хормонални изменения в женския организъм, които се проявяват в двуседмичния период между овулацията и менструацията.
Състоянието на предменструален стрес се характеризира с такива симптоми като честа смяна на настроенията, умора, намалена концентрация, депресия, нервност и раздразнителност, гадене и подпухване, покачване на телесното тегло. По-тежка форма на ПМС е предменструалният дисфоричен синдром (ПМДС), при който страданието е толкова силно, че се отразява на живота в нормална обстановка. ПМС също така не бива да се бърка със състоянието на болезнена менструация, наречено дисменорея.
Като най-вероятни причини за пременструалния синдром се сочат: прогестеронова недостатъчност, намаляване на ендорфините, нарушения в обмяната на серотонина и на протеогликана, отклонения във водно-солевата обмяна, дефицит на витамин В6, хипогликемия, хиперпролактинемия.

## Честота на проявление
Някои изследвания показват, че ПМС се среща при приблизително 20% от жените на възраст 19 – 29 години, и при 55 – 60% от тези над 30 години. Изведени са връзки между честотата на ПМС и професиите на жените, както и някои хроничните заболявания.
Други източници сочат, че ПМС се среща във всички възрастови групи, като е особено добре изразен в преходните периоди на пубертет и пременопауза и при жени с по-висок образователен ценз. По отношение на редовността на менструалния цикъл, ПМС се проявява при 23 – 50% от жените с редовна менструация, и при над 50 % от ановулаторните жени.
Според други оценки, при 75% от всички жени ПМС се проявява поне веднъж през фертилната възраст.

## Диагностициране и лечение
Лечението обикновено започна със смяна на начина на живот – намаляване приема на кофеин, захар и натрий. Някои от симптомите се влияят добре от приема на добавки като витамин В6 и калциев карбонат. За намаляване на симптомите на депресия и нервност се препоръчва повече движение. Изписват се и лекарствени средства: флуоксетин (Прозак), сертралин, пароксетин и циталопрам.

## Алтернативни гледни точки
Съществуват предположения, че ПМС може да е своеобразен социален конструкт, вместо физиологично смущение. Доказателство, с което тази гледна точка се подкрепя, са медицински изследвания, при които приемът на плацебо повлиява пациентките също толкова добре колкото и лекарствените средства. Според други източници хормоналните нива на жените, които страдат и които не страдат от ПМС, са равни.
Поддръжниците на тезата за медицинската обоснованост на ПМС изтъкват, че ефектът на плацебо се проявява и при много сериозни и обективно установени здравословни състояния. Позовават се и на неподлаганата на съмнение медицинска обоснованост на по-тежката форма на предменструалния дисфоричен синдром. При жени, които страдат от ПМДС, е доказана корелацията между емоционалното неразположение и нивата на серотонин в мозъка, изследвана чрез позитрон-емисионна томография.
Въпреки това тези, които намират ПМС за социален конструкт, не отричат ПМДС, а по-скоро считат, че между двете няма връзка, а ПМС е проява на хипохондрия. Все още обаче няма достатъчно солидни доказателства в нито една от двете посоки.
Една по-умерена гледна точка отстоява, че за някои жени ПМС е реален проблем, но други спекулират със синдрома като оправдание за изблици на социално неприемливо поведение, което се проявява в периоди, когато жената не е пред менструация.